# Букурешт ребелси
Букурешт ребелси (рум. Bucharest Rebels; познати и као Букурештански побуњеници) су фудбалски тим америчког фудбала из Букурешта, Румунија; основани 2012. године, освојили су 6 титула првака државе, Балканско-америчку фудбалску лигу и друголигашко првенство Србије. Најуспешнији су тим Румуније са шест шампионских титула.

## Историјат
У години оснивања Ребелса 2012. године, првенство Румуније играло се само између Ребелса и Клуж Крусејдерса на домаћим и гостујућим утакмицама. Побуњеници су победили у првом мечу у Клужу 26:16, али су у реваншу изгубили 7:20, тако да је Клуж постао шампион. 2013. и 2014. године, поред шампионата Румуније, побуњеници су учествовали и у Балканско-америчкој фудбалској лиги (БАФЛ). Побуњеници су остали непоражени у првенству 2014. и освојили су БАФЛ са једном победом и једним поразом.
Побуњеници су освојили и првенство Румуније 2015. и 2016. године. Међутим, 2017. и 2018. завршило се у полуфиналу, односно финалу. Ребелси су се такмичили у Атлантском купу у обе сезоне, завршивши на другом месту у обе сезоне. Године 2019. Ребелси су четврти пут освојили првенство.  У ЦЕФЛ купу елиминисани су у првом колу.
После отказане сезоне 2020, Побуњеници су освојили своју пету и шесту титулу шампиона Румуније 2021. и 2022. године. Учествовали су и у Балканској фудбалској лиги и освојили друго место у групи Исток. Године 2022. су учествовали и у Другој српској лиги, коју су освојили и пласирали се у Прву српску лигу.